# Francisco Mignone
Francisco Paulo Mignone (ur. 3 września 1897 w São Paulo, zm. 20 lutego 1986 w Rio de Janeiro) – brazylijski kompozytor i dyrygent pochodzenia włoskiego.

## Życiorys
Studiował fortepian, flet i kompozycję w konserwatorium w São Paulo, które ukończył w 1917 roku. W latach 1920–1922 uczył się w Mediolanie u Vincenzo Ferroniego. Po powrocie do São Paulo był w latach 1929–1933 wykładowcą konserwatorium. Od 1933 do 1967 roku uczył dyrygentury w Escola Nacional de Música w Rio de Janeiro. W latach 1937–1938 odbył tournée koncertowe po Europie, w 1942 roku gościnnie koncertował w Stanach Zjednoczonych z orkiestrami NBC i CBS.

## Twórczość
We wczesnych utworach nawiązywał do francuskiej i włoskiej muzyki romantycznej, późniejsze czerpią z tematyki brazylijskiej. Wykorzystywał oryginalne i stylizowane melodie i rytmy afro-brazylijskie. Przyjaźnił się z Mário de Andrade, którego poglądy estetyczne wywarły wpływ na jego twórczość. W wielu utworach Mignonego melodie pochodzenia ludowego oparte są na tonalnej harmonii i synkopowanych rytmach, w latach 60. i 70. kompozytor odchodził od systemu dur-moll w kierunku politonalności, atonalności i serializmu.

## Ważniejsze kompozycje
(na podstawie materiałów źródłowych)

### Utwory orkiestrowe
- Suite campestre (1918)
- Paráfrase sobre o hino dos cavalheiros da Kirial (1919)
- Congada (1921)
- poemat symfoniczny Festa dionisíaca (1923)
- taniec symfoniczny Scenas da Roda (1923)
- Elegia na orkiestrę smyczkową (1924)
- poemat humorystyczny Momus (1925)
- Intermezzo lirico (1925)
- fantazja No sertão (1925)
- Maxixe (1925)
- Suite asturiana (1928)
- Babaloxá (1928)
- Fantasias brasileiras na fortepian i orkiestrę (I 1929, II 1931, III 1934, IV 1936)
- Variações sobre um tema brasileiro na wiolonczelę i orkiestrę (1935)
- Batucajé (1936)
- Sonho de um Menino Travesso (1937)
- Seresta na wiolonczelę i orkiestrę (1939)
- Sinfonia do Trabalho (1939)
- Festa das igrejas (1940)
- taniec symfoniczny Miudinho (1941)
- 4 amazônicos (1942)
- Burlesca e toccata na fortepian i orkiestrę (1956)
- Concertino na fagot i orkiestrę (1957)
- Lenda sertaneja na orkiestrę smyczkową (1957)
- Koncert fortepianowy (1958)
- Sinfonia tropical (1958)
- Koncert skrzypcowy (1961)
- Koncert podwójny na skrzypce i fortepian (1966)
- Variações em busca de um tema (1972)
- Canto seresteiro na orkiestrę smyczkową (1972)

### Utwory kameralne
- Trifonia na obój, flet i fagot (1953)
- Oktet na instrumenty smyczkowe (1956)
- Tetrafonia na flet, obój, klarnet i trąbkę (1963)
- Sonata na 4 fagoty (1966)
- Sonata à tre na flet, obój i klarnet (1970)
- Sonata na trąbkę solo (1970)
- 2 sekstety na instrumenty dęte i fortepian (I 1935, II 1969)
- sekstet smyczkowy Serenata a Dulcinéa (1972)
- kwintet fortepianowy Preludio, coral para uma fuga (1973)
- 3 kwartety smyczkowe (I 1957, II 1957, III 1970)
- 2 kwintety dęte (1960, 1962)
- 2 tria dęte (1967, 1968)
- trio fortepianowe Canção sertaneja (1932)
- Noturno sertanejo na skrzypce i fortepian (1931)

### Utwory fortepianowe
- Lendas sertanejas (I 1923, II 1923, III 1928, IV 1930, V 1930, VI 1932, VII 1934, VIII 1938, IX 1940)
- Maxixe (1928)
- 4 peças brasileiras (1930)
- 6 estudos transcendentais (1931)
- Valsas de esquina I–XII (1938–1943)
- Quase modinha (1940)
- Dança do Botocudo (1940)
- 4 sonaty (I 1941, II 1962, III 1964, IV 1967)
- Valsas choros (I 1946, II–V 1950, VI–XII 1955)
- Sonata humoristica na 2 fortepiany (1968)

### Pieśni solowe
- Quando na roça anoitece, słowa Ricardo Alves Guimarães (1930)
- 4 líricas, słowa Manuel Bandeira (1938)
- Pousa a mão na minha testa, słowa Manuel Bandeira (1942)
- Ruda! ruda! oraz Cantiga do ai, słowa Mário de Andrade (1947)
- Poema para Manuel Bandeira (1964)

### Oratoria
- Alegrias de Nossa Senhora (1949)
- Santa Claus (1962)

### Opery
- O contratador dos diamantes (1924)
- L’innocente (1928)
- O chalaça (1976)
- O sargento de milícias (1978)

### Balety
- Maracatu de chico rei (1933)
- Leilão (1941)
- O espantalho (1941)
- Iara (1942)
- O guarda chuva (1953)
- Sugestões sinfônicas (1969)